# 叶下珠
叶下珠（学名：Phyllanthus urinaria），又名阴阳草、假油树（本草纲目拾遗）、珍珠草（广西）、珠仔草（台湾）、蓖萁草（湖北）、小蜜柑草、班珠草，是叶下珠科叶下珠属的植物，分布於印度、斯里兰卡、中南半岛、日本关东地方以西各地、韓國、马来西亚、印度尼西亚、美国（佛罗里达州、佐治亚州、阿拉巴马州、南卡罗来纳州、新墨西哥州、得克萨斯州）、南美洲以及中国大陆的河北、山西、陕西、华东、华中、华南、西南地区，生长於海拔500米至1,100米的地区，一般生长在旷野平地、旱田、山地路旁或林缘。

## 特征
株高0.3－0.6米，小叶互生，二列，形似复叶，长椭圆形，先端宽，基部较窄，圆形，长0.5—1.5厘米，宽0.2—0.5厘米，背面灰白色，两面无毛，近无柄，小托叶披针形。触碰时，叶会合拢，类似含羞草；叶片昼开夜合。花单性，雌雄同株，雄花为白色，略带绿色，无柄，生於叶腋处，2－3枚，萼片6枚，雄蕊3枚；雌花单生于叶腋，雌蕊1枚，子房上位；蒴果生於叶腋处。蒴果无柄，着生於叶下二列，球形，光滑，直径1－2毫米，未熟时红中带绿，果熟时红色，表面具小突刺，有残留的花柱和萼片，开裂後仍具轴柱，呈珠状排成一列，因此得名叶下珠；种子橙黄色，长1.2毫米。花期4—8月，果期7—11月。
叶下珠在某些地区被视为强劲的野草，因为其种子多，而且对荫蔽耐受力很强，根系也很发达。叶下珠常在初夏繁殖，一年生，喜温暖土壤，发芽期从初夏至初秋。

## 中药
叶下珠在中药中称为珍珠草，性味淡、平，有息风止痉、清热利湿的功效，能治疗破伤风、黄疸，可9－15克煎汤内服。

## 延伸阅读
[在维基数据编辑]
 《植物名實圖考·葉下珠》，出自吳其濬《植物名實圖考》